# (37034) 2000 UC9
2000 UC9 (asteroide 37034) é um asteroide da cintura principal. Possui uma excentricidade de 0.09267560 e uma inclinação de 9.12104º.
Este asteroide foi descoberto no dia 24 de outubro de 2000 por LINEAR em Socorro.